# Neliopisthus ocellatus
Neliopisthus ocellatus är en stekelart som beskrevs av Henry Keith Townes, Jr. 1992. Neliopisthus ocellatus ingår i släktet Neliopisthus och familjen brokparasitsteklar. Inga underarter finns listade i Catalogue of Life.